# کیچتسه
کیچتسه (به لهستانی:  Kiczyce) یک منطقهٔ مسکونی در لهستان است که در گمینا سکوچوو واقع شده‌است. کیچتسه ۷٫۳ کیلومتر مربع مساحت و ۹۸۳ نفر جمعیت دارد.